# Wasnes-au-Bac
Wasnes-au-Bac ist eine französische Gemeinde mit 596 Einwohnern (Stand: 1. Januar 2022) im Département Nord in der Region Hauts-de-France. Sie gehört zum Arrondissement Valenciennes und zum Kanton Denain (bis 2015: Kanton Bouchain). 

## Geographie
Wasnes-au-Bac liegt etwa 16 Kilometer südöstlich von Douai und etwa 21 Kilometer südwestlich von Valenciennes. Im Süden liegen die Salzwiesen des kanalisierten Flusses Sensée (marais Chantraine, Le marais des vaches). Umgeben wird Wasnes-au-Bac von den Nachbargemeinden Marcq-en-Ostrevent im Nordwesten und Norden, Marquette-en-Ostrevant im Norden und Nordosten, Wavrechain-sous-Faulx im Osten, Paillencourt im Süden, Hem-Lenglet im Südwesten sowie Féchain im Westen.

## Bevölkerungsentwicklung
| Jahr                       | 1962 | 1968 | 1975 | 1982 | 1990 | 1999 | 2006 | 2013 | 2021 |
| Einwohner                  | 462  | 500  | 476  | 446  | 483  | 512  | 558  | 589  | 587  |
| Quellen: Cassini und INSEE |      |      |      |      |      |      |      |      |      |

## Sehenswürdigkeiten
- Kirche Saint-Martin aus dem Jahre 1776

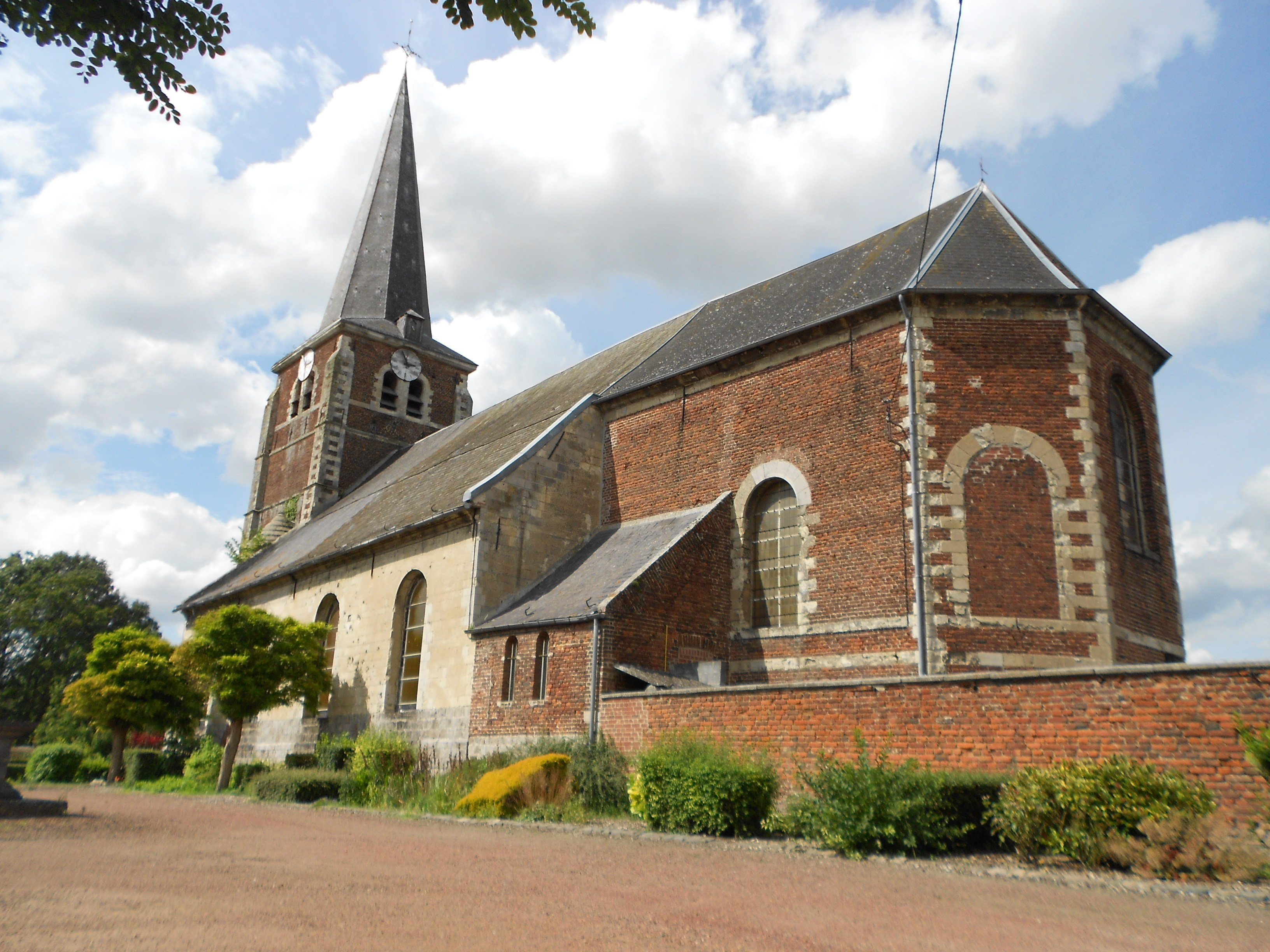
Kirche Saint-Martin
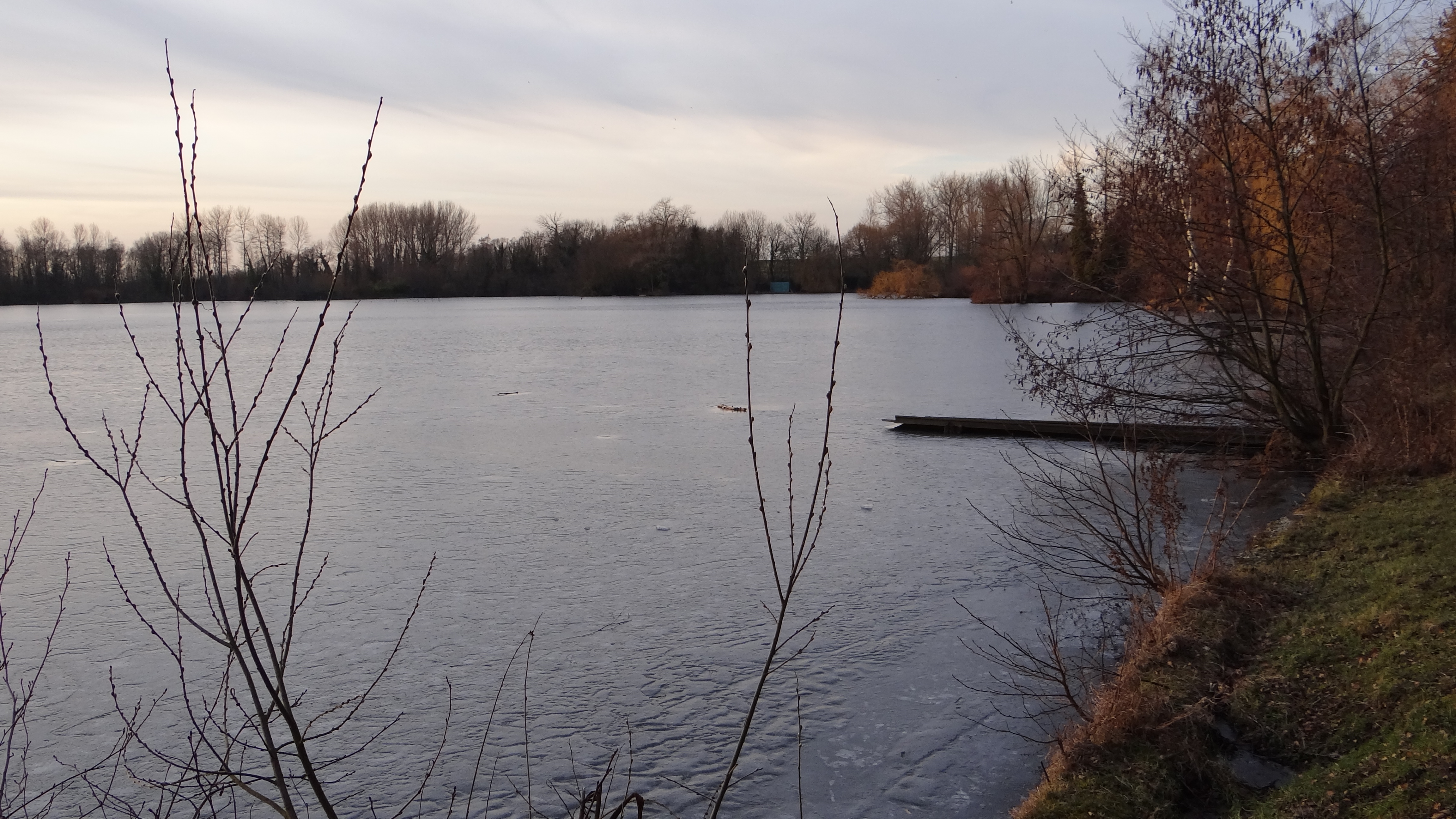
Sumpflandschaft an der Sensée